# Râul Sarthe
Sarthe este un râu în vestul Franței. Împreună cu râu Mayenne formează râul Maine, care este un afluent al Loarei.
Izvorăște din departamentul Orne lângă Alençon. Curge prin departamentele Orne, Sarthe și Maine-et-Loire având o lungime de 280 km, un bazin de 7,864 km² *(excluzând bazinl râului Loir) și traversează orașele Alençon și Le Mans. Câțiva kilometri în aval față de confluența cu râul Loir se unește cu Mayenne, la nord de Angers.